# Professione inventore
Professione inventore (Father of Invention) è un film del 2010 diretto da Trent Cooper.
Kevin Spacey produce ed interpreta questa commedia nella quale un padre, finito nei guai, si risolleva veramente solo quando, oltre a ritrovare la passione per il lavoro che ha sempre svolto, riconquista l'amore della figlia che aveva a lungo trascurato.

## Trama
Robert Axle ha costruito un impero commerciale con un fatturato da 1,6 miliardi di dollari, senza essere un vero inventore ma limitandosi a combinare ingegnosamente oggetti già esistenti in nuovi prodotti di grande successo. Quando però uno di questi, che unisce un telecomando ad un cruncher per fare addominali, si rivela difettoso provocando mutilazioni alle mani di centinaia di acquirenti, Axle viene condannato per «indifferenza depravata verso la vita umana» e perde tutto.
Dopo aver trascorso dieci anni in una prigione federale, deve ricostruire la sua vita da zero, a partire dal rapporto con la figlia Claire, che aveva trascurato quand'era imprenditore di successo. La ragazza, che si occupa di un centro per l'occupazione femminile, non sembra interessata a recuperare la relazione con il padre, ma è disposta ad ospitarlo per un mese, in attesa che trovi un'altra sistemazione. L'uomo si ritrova così in un'insolita convivenza con tre donne, la figlia e le due co-inquiline: l'istruttrice di ginnastica Phoebe e la studentessa di legge Donna.
Senza un soldo, in quanto il suo patrimonio multimilionario in parte è servito per risarcire i danni ai clienti mutilati e in parte è stato sperperato dall'ex moglie Lorraine per mantenere il lussuoso tenore di vita e costruirsi un'improbabile carriera musicale, Robert si deve accontentare di un lavoro da inserviente presso un grande magazzino, ma è convinto di potersi risollevare con l'idea giusta.
E un giorno l'idea arriva. La propone alla persona che ha preso il comando della sua azienda ma questi lo liquida con sufficienza. La banca non gli dà credito e così per produrre il prototipo prende dei soldi dal conto di Donna, senza autorizzazione.
Quando va a proporre il suo prototipo scopre che la sua ex azienda gli ha rubato l'idea e sta già lavorando ad un grande lancio di questo nuovo prodotto. Con l'appoggio del proprietario del grande magazzino "re delle sottomarche", che lo ha licenziato ma che ne ha capito le qualità, riesce a convincere un finanziatore a lanciare sul mercato questo prodotto come l'alternativa più accessibile rispetto a quello che verrà realizzato dalla grande azienda.
Donna scopre che Robert le ha sottratto del denaro a sua insaputa e anche se lui ha appena sottoscritto un contratto col quale può restituirle tutto, questo non serve a riabilitarlo, soprattutto agli occhi della figlia che lo caccia di casa e non vuole vederlo più.
Sei mesi più tardi, Robert torna pienamente al posto che più gli compete, quando è chiamato alla presentazione in pubblico di questo super-orologio che servirà per divertire i bambini e al tempo stesso farà stare più tranquilli i loro genitori, grazie ad un segnalatore interno che permette di non perderne le tracce. Sul palco, però, Robert, anziché magnificare quell'oggetto, prendendo spunto dal fatto che questo è un mezzo per far sì che i figli non si perdano, lancia una critica a tutti quei genitori che in qualche modo trascurano i propri figli, proprio come ha fatto lui con Claire. Un appello accorato che colpisce il pubblico ma che sa anche di commiato.
La figlia, che ha ascoltato tutto, lo perdona e lo sprona anche ad andare avanti ad intraprendere una seconda carriera di inventore/costruttore/piazzista ora che gli errori del passato lo hanno reso più consapevole e sensibile.

## Distribuzione
Il film è stato presentato nella sezione Panorama al Festival internazionale del cinema di Berlino.
In Italia non è stato distribuito nelle sale cinematografiche, ma direttamente per il mercato home video da Minerva Pictures.